# Georgette de Clermont
Pour les articles homonymes, voir Géorgie.
Georgette, George, Géorgie, ou Georgina, († VIe siècle à Clermont-Ferrand) est une religieuse franque, anachorète. Elle est vénérée comme sainte par l'Église catholique, qui la commémore le 15 février,. Elle est fêtée localement dans le diocèse de Clermont ce même jour.

## Biographie
La seule information sur la sainte vient de Grégoire de Tours, qui en parle dans son De Gloria confessorum (À la Gloire des Confesseurs). Refusant de se marier, elle mena une vie d'ermite à la campagne, priant et jeûnant ,,. Elle vécut et mourut près de Clermont-Ferrand alors capitale de la Gaule mérovingienne.
Selon la légende, pendant ses funérailles un troupeau de colombes suivit le cercueil tandis qu'il était transporté en procession au cimetière. Elles restèrent pour veiller le tombeau le reste de la journée,,. Ce n'est qu'après l’inhumation du corps que les colombes se seraient envolées,,. Ses restes auraient été conservés dans l'église Saint-Cassius de Clermont, alors basilique faisant partie de l'Abbaye de Saint-Alyre où elle fut inhumée et dont il ne reste aujourd'hui que des vestiges, sous le nom d'église de Saint-Cassi.

## Référence
- (it) Cet article est partiellement ou en totalité issu de l’article de Wikipédia en italien intitulé « Santa Giorgia » (voir la liste des auteurs).

1. 1 2 3  « Santa Giorgia su santiebeati.it », sur Santiebeati.it (consulté le 13 novembre 2020)
2. 1 2  (en-US) « Saint Georgia », sur CatholicSaints.Info, 19 juillet 2012 (consulté le 13 novembre 2020)
3. 1 2  (it) Paul Viard, « Santa Giorgia Vergine », sur Santi e Beati, 1er février 2003 (consulté le 1er décembre 2022).
4. 1 2  (en) « St. Georgia » [archive du 17 maggio 2014], sur Catholic Online
5. 1 2  (en) Gregorius, Gregorius Turonensis, Gregory Of Tours et Grzegorz z Tours ((św. ;), Glory of the Confessors, Liverpool University Press, 1988 (ISBN 978-0-85323-226-1, lire en ligne)
6. ↑  « Sainte Georgette, Pénitente à Tours (Ve siècle) », sur Nominis (consulté le 15 décembre 2022).
7. ↑  « Le martyrologe romain fait mémoire de Sainte Géorgie », Magnificat, no 243,‎ février 2013, p. 238.
8. ↑  Léon Maître, « Les apôtres et les confesseurs des Arvernes, d'après Grégoire de Tours et les monuments », Revue d'histoire de l'Église de France, vol. 5, no 27,‎ 1914, p. 356-357 (DOI 10.3406/rhef.1914.2112, lire en ligne, consulté le 29 janvier 2024)
9. ↑  Notice no PA00092484, sur la plateforme ouverte du patrimoine, base Mérimée, ministère français de la Culture